# 뒤귓바퀴 신경
뒤귓바퀴 신경posterior auricular nerve, 후이개 신경)은 머리의 신경이다. 얼굴 신경(CN VII)의 가지이다.
뒤통수힘살을 신경지배한다.

## 같이 보기
- 인체 골격근 목록